# Ágios Spyrídon (ort i Grekland, Epirus)
Ágios Spyrídon är en ort i Grekland.   Den ligger i prefekturen Nomós Ártas och regionen Epirus, i den centrala delen av landet, 280 km nordväst om huvudstaden Aten. Ágios Spyrídon ligger 7 meter över havet och antalet invånare är 1 070.
Terrängen runt Ágios Spyrídon är platt åt sydost, men åt nordväst är den kuperad.Runt Ágios Spyrídon är det ganska glesbefolkat, med 39 invånare per kvadratkilometer. Närmaste större samhälle är Arta, 10,7 km öster om Ágios Spyrídon. Trakten runt Ágios Spyrídon består till största delen av jordbruksmark.